# Ofiarowanie Izaaka (obraz Andrei del Sarto)
Ofiarowanie Izaaka – olejny obraz włoskiego malarza renesansowego Andrei del Sarto z ok. 1527 roku, przedstawiający starotestamentalną scenę Akedy.
Obraz przedstawia zaczerpnięta z Biblii scenę ofiary patriarchy Abrahama, od którego Jahwe zażądał złożenia na ołtarzu własnego syna. Autor nie ukończył dzieła. Przedstawiony patriarcha już trzyma w ręce nóż, ale zostaje powstrzymany przez anioła. Nagi Izaak ma jedną nogę zgiętą w przyklęku na kamiennym ołtarzu. Temat Akedy obecny jest w sztuce żydowskiej (mozaika w synagodze w Bet Alfa) i chrześcijańskiej (katakumby rzymskie, mozaiki w Rawennie) od czasów starożytnych. Poza amerykańskim Cleveland Museum of Art, obraz był wystawiany w Londynie, Ottawie i Los Angeles.
Ukończone późniejsze wersje dzieła znajdują się w zbiorach Galerii Drezdeńskiej i Prado.